# لوسيتاوية
اللوسيتاوية (الاسم العلمي: Lecythideae) هي قبيلة من النباتات تتبع الفصيلة اللوسيتية من رتبة الخلنجيات.

## أجناس اللوسيتاوية
- اللوسيت